# جاي والدمان
جاي والدمان (بالإنجليزية: Jay Waldman)‏ هو قاضي ومحامي أمريكي، ولد في 16 نوفمبر 1944 في بيتسبرغ في الولايات المتحدة، وتوفي في 30 مايو 2003 في فيلادلفيا في الولايات المتحدة.